# Il nous restera ça
Albums de Grand Corps Malade
Funambule
(2013) Plan B
(2018)
Il nous restera ça est un album collaboratif (proche de l'album concept) de Grand Corps Malade édité en 2015. 
Il a réuni 11 artistes à qui Grand Corps Malade a demandé de rédiger un texte avec pour seule consigne de contenir le gimmick « Il nous restera ca ». Tous n'ont pas répondu à l'appel mais finalement Lino, Jeanne Cherhal, Richard Bohringer, Ben Mazué, Renaud, Erik Orsenna, Luciole, Hubert-Félix Thiéfaine, Fred Pellerin et Charles Aznavour auront proposé un texte et participé à l'enregistrement.
L'album a été mis en musique par Babx et Angelo Foley. Étant le fondateur du projet, Grand Corps Malade est auteur et chanteur de plusieurs titres sur cet opus (5 des 19 pistes). Les chanteurs invités ont adopté un mode slam pour interpréter leurs tires, même pour ceux dont ce n'est pas l'univers musical habituel.
En juin 2016, l'album est réédité avec trois nouvelles chansons : un titre inédit avec Ben Mazué, À mi-parcours, une réappropriation de La Nuit (album Enfant de la ville) avec Véronique Sanson, Face B, et un remix du titre Pocahontas avec le trio L.E.J..

## Liste des titres
| L'heure des poètes (Grand Corps Malade) | L'heure des poètes (Grand Corps Malade) | L'heure des poètes (Grand Corps Malade) | L'heure des poètes (Grand Corps Malade) | L'heure des poètes (Grand Corps Malade) | L'heure des poètes (Grand Corps Malade) | L'heure des poètes (Grand Corps Malade) | L'heure des poètes (Grand Corps Malade) | L'heure des poètes (Grand Corps Malade) | L'heure des poètes (Grand Corps Malade) |
| No                                      | Titre                                   | Paroles                                 | Durée                                   |                                         |                                         |                                         |                                         |                                         |                                         |
| --------------------------------------- | --------------------------------------- | --------------------------------------- | --------------------------------------- | --------------------------------------- | --------------------------------------- | --------------------------------------- | --------------------------------------- | --------------------------------------- | --------------------------------------- |
| 1.                                      | L'heure des poètes                      | Grand Corps Malade                      | 03:37                                   |                                         |                                         |                                         |                                         |                                         |                                         |
| 2.                                      | Ta batterie                             | Renaud                                  | 03:04                                   |                                         |                                         |                                         |                                         |                                         |                                         |
| 3.                                      | La résiliation                          | Ben Mazué                               | 02:38                                   |                                         |                                         |                                         |                                         |                                         |                                         |
| 4.                                      | Quand nous aurons cent ans              | Jeanne Cherhal                          | 02:58                                   |                                         |                                         |                                         |                                         |                                         |                                         |
| 5.                                      | Intro "Écrire"                          | Grand Corps Malade                      | 00:23                                   |                                         |                                         |                                         |                                         |                                         |                                         |
| 6.                                      | Écrire                                  | Charles Aznavour                        | 02:31                                   |                                         |                                         |                                         |                                         |                                         |                                         |
| 7.                                      | Cinéma pour aveugles                    | Lino                                    | 03:02                                   |                                         |                                         |                                         |                                         |                                         |                                         |
| 8.                                      | Interlude "Spectacle vivant"            | Grand Corps Malade                      | 00:44                                   |                                         |                                         |                                         |                                         |                                         |                                         |
| 9.                                      | Les années lumières                     | Fred Pellerin                           | 04:13                                   |                                         |                                         |                                         |                                         |                                         |                                         |
| 10.                                     | Pocahontas                              | Grand Corps Malade                      | 03:33                                   |                                         |                                         |                                         |                                         |                                         |                                         |
| 11.                                     | Le temps des tachyons                   | Hubert-Félix Thiéfaine                  | 03:06                                   |                                         |                                         |                                         |                                         |                                         |                                         |
| 12.                                     | Nos mots                                | Luciole                                 | 02:30                                   |                                         |                                         |                                         |                                         |                                         |                                         |
| 13.                                     | Le banc                                 | Grand Corps Malade                      | 03:50                                   |                                         |                                         |                                         |                                         |                                         |                                         |
| 14.                                     | Bleuette                                | Richard Bohringer                       | 01:08                                   |                                         |                                         |                                         |                                         |                                         |                                         |
| 15.                                     | L'ours blanc                            | Erik Orsenna                            | 02:45                                   |                                         |                                         |                                         |                                         |                                         |                                         |
| 16.                                     | Il nous restera ça                      | Grand Corps Malade                      | 02:57                                   |                                         |                                         |                                         |                                         |                                         |                                         |
| 17.                                     | Face B                                  | Véronique Sanson                        | 03:15                                   |                                         |                                         |                                         |                                         |                                         |                                         |
| 18.                                     | A mi-parcours                           | Grand Corps Malade                      | 03:12                                   |                                         |                                         |                                         |                                         |                                         |                                         |
| 19.                                     | Pocahontas                              | LEJ                                     | 02:59                                   |                                         |                                         |                                         |                                         |                                         |                                         |
| 42:02                                   |                                         |                                         |                                         |                                         |                                         |                                         |                                         |                                         |                                         |